# K22细胞
K-22是一种大鼠肝肿瘤细胞系，取自6-8周的芳香胺诱导致癌的雄性斯普拉格-道利实验大鼠，其形态和生长模式具有上皮细胞而非成纤维细胞的特征。